# Lesbisch-Schwules Kulturhaus Frankfurt am Main
Das Lesbisch-Schwule Kulturhaus (LSKH) ist ein Zentrum für lesbische und schwule Kultur in Frankfurt am Main. Der Verein Lebendiges Lesben Leben e. V. (LLL) initiierte die Gründung des Hauses, realisiert wurde es 1991 gemeinsam mit dem schwulen Verein Emanzipation e. V. Zusätzlich zu eigenen, vor allem kulturellen und politischen Aktivitäten bietet das LSKH auch eigenständig arbeitenden Organisationen Raum, so dem Lesbenarchiv. Das LSKH entwickelte sich in den 1990er Jahren zu einem "wichtigen Aktions- und Treffzentrum für Frankfurts Lesben und Schwule". Es befindet sich in der Klingerstrasse 6 in der Frankfurter Innenstadt.

## Geschichte
1989 gründeten lesbische Frauen den Verein Lebendiges Lesben Leben e. V. – Zentrum für Kommunikation, Kultur, Bildung, Beratung und Lebenshilfe e. V. (LLL) mit dem Ziel, einen Raum zu schaffen für die psychosoziale Beratung lesbischer Frauen, die Aufklärung über weibliche Homosexualität und dem Abbau von Vorurteilen über Lesben. Gleichzeitig sollte das Zentrum Angebote im Bereich Kunst und Kultur entwickeln. Das Vorhaben wurde unterstützt durch das ebenfalls 1989 neu eingerichtete Frauenreferat der Stadt.

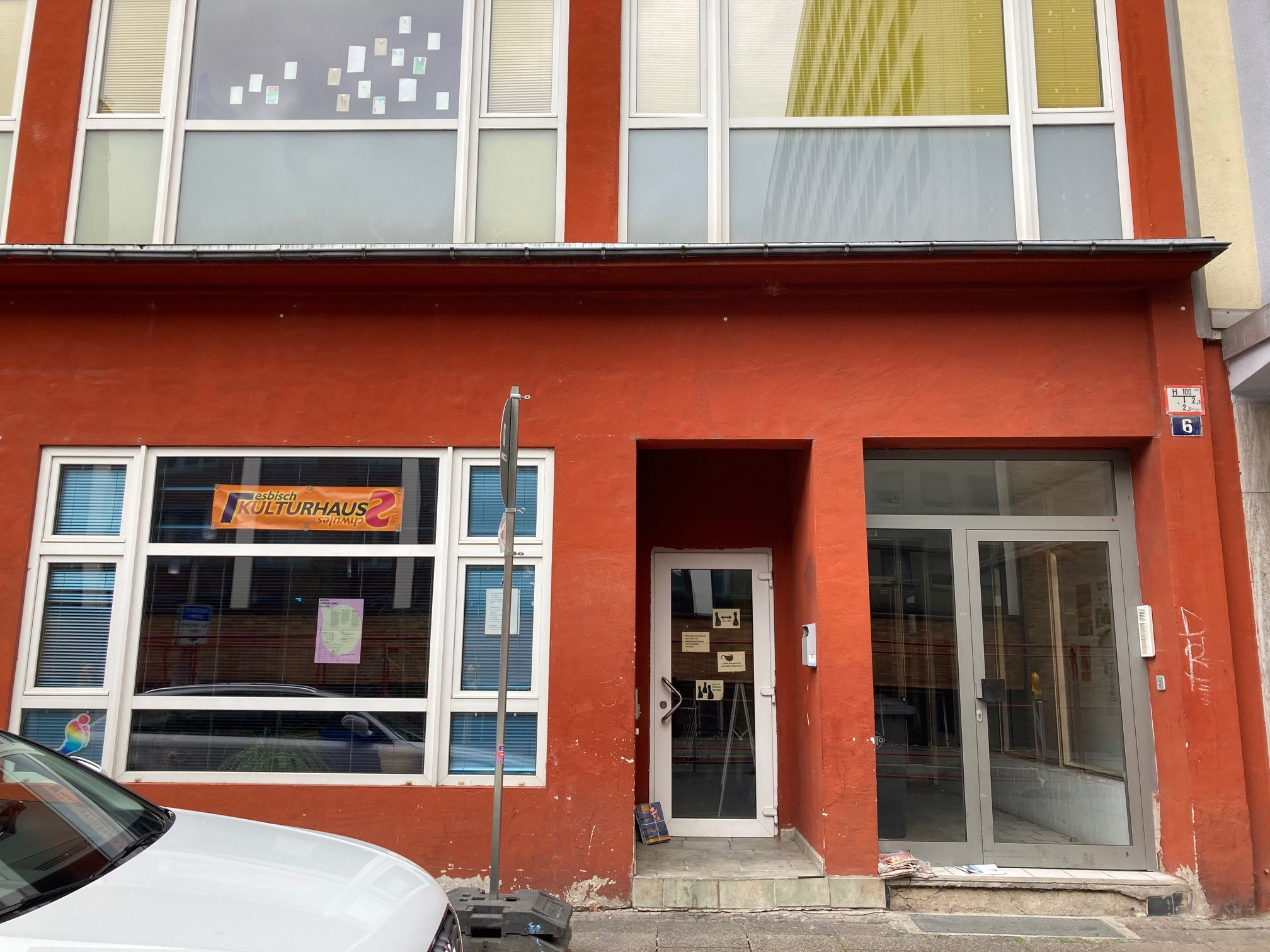
Standort des Lesbisch-Schwulen-Kulturhauses, Klingerstraße 6

Treffpunkt und Diskussionsort für die Planung eines lesbischen Kultur-, Bildungs- und Beratungszentrums in der Stadt waren die monatlich stattfindenden, sogenannten lesbenpolitischen Mittwoche in der Frankfurter Frauenschule. Nachdem die Frage, ob ein lesbisches Kulturzentrum eigenständig autonom oder mit Kooperationspartnern aufgebaut werden sollte, intensiv debattiert wurde, wurde 1991 das lesbisch-schwule Kulturhaus (LSKH) in gemeinsamer Trägerschaft mit schwulen Männern vom Verein Emanzipation e. V. gegründet. Im Zuge dieser Debatte brachen die Initiatorinnen in einem Positionspapier mit der seit den 1970er Jahren weitverbreiteten Haltung radikaler Lesben, die sich feministischen Organisationszusammenhängen zu- und von schwul dominierten Organisationen abwandten.
Das Lesbisch-Schwule Kulturhaus Frankfurt am Main als institutionelle, mit öffentlichen Mitteln geförderte Einrichtung wurde 1991 eröffnet. Zu den Gründern, Vorstandsmitgliedern und Mitarbeitern gehören unter anderem Mahide Lein, Hannelise Richter (LLL e. V.), Stefan Buss (Emanzipation e. V.), Andreas Laeuen (Emanzipation e. V.), Jean-Luc Vey (Emanzipation e. V.) Nach der Eröffnung wurden die Räumlichkeiten des LSKH, insbesondere größere Veranstaltungsräume, mit ehrenamtlicher Arbeit durch die Trägervereine ausgebaut und renoviert. In dieser Zeit wurde die Kulturarbeit zunächst an anderen Veranstaltungsorten realisiert, etwa im Gallus Theater, in Räumlichkeiten der Frankfurter Saalbau GmbH und der Universität Frankfurt, bei Straßenfesten und kulturellen Events mit lesbisch-schwulen Künstlerinnen und Künstlern. Die Trägervereine erhielten im ersten Jahr eine Anschubfinanzierung für kulturelle Veranstaltungen durch die Stadt.
2013 löste sich der Emanzipation e.V. auf; der Verein LLL ist seitdem alleiniger Träger. Der Verein LLL und das LSKH werden Stand 2020 durch das Amt für multikulturelle Angelegenheiten der Stadt gefördert, außerdem finanzieren sie sich durch Mitgliederbeiträge, Spenden und Einnahmen aus Veranstaltungen.

## Angebote, Aktivitäten und Kooperationen des LSKH
Das Lesbisch-Schwule Kulturhaus versteht sich als zentraler Kommunikations- und Aktionsraum für Lesben, Schwule, Transgender und bisexuelle Menschen (LGBT*IQ) und interessierte Mitbürger in der Stadt.
Das Haus wird als Treffpunkt und Veranstaltungsraum in Eigeninitiative von verschiedenen Gruppen und Vereinen genutzt, 1991 bereits durch rund 30 Gruppen und Vereine, u. a. die Freizeitgruppe GayArt, eine Gruppe lesbischer Ausländerinnen, den Frankfurter Volleyball Verein, einen der größten deutschen Schwulen-Sportvereine, die Gruppe gehörloser Lesben und Schwuler, die Regenbogen-Römer, eine Vereinigung von Lesben und Schwulen der Frankfurter Stadtverwaltung und den Völklinger Kreis – Bundesverband schwuler Führungskräfte. Auch der 1993 gegründete Frauenchor Die Liederlichen Lesben bespielt das Haus als Proberaum.
Daneben organisiert das LSKH Veranstaltungen wie Konzerte, Lesungen, Diskussionen, Ausstellungen, Film- und Theateraufführungen. Kontinuierliche Termine sind u. a. das sonntags stattfindende LesCafé mit Vorträgen, Workshops und Tanztees, Lesben-Partys, die jährliche Silvesterparty, die lesbisch-schwule Lesenacht während der Frankfurter Buchmesse und ein Büchertisch beim Frankfurter Christopher Street Day (CSD).
1998 fand in Kooperation mit dem AIDS-Hospizverein die insel im LSKH die Ausstellung AIDS und Kunst mit künstlerischen Werken von HIV- und AIDS-Patientinnen und -Patienten sowie deren Angehörigen statt.
2019/2020 organisierte das LSKH die Veranstaltungsreihe Queere Generationendialoge anlässlich des 50. Jahrestages um die Ereignisse des Stonewall Inn in New York. In verschiedenen Programmformaten wurden die Emanzipations- und Anerkennungsgeschichten von LSBT*IQ-Menschen im lokalen und regionalen Raum dargestellt und in generationenübergreifenden Gesprächen diskutiert.

### Lesbenarchiv
Seit seiner Gründung führt der Verein LLL das Lesbenarchiv im LSKH, das eine umfangreiche Sammlung zur Lesbenbewegung in Frankfurt am Main und der Region beherbergt. Der Bestand umfasst inzwischen rund 4.700 Bücher, rund 100 feministische, Frauen- und Lesbenzeitschriften, zahlreiche Plakate, Ton- und Bildmedien und graue Literatur (Stand 2020). Das Lesbenarchiv ist Mitglied im Dachverband deutschsprachiger Lesben-/Frauenarchive, -bibliotheken und -dokumentationsstellen (i.d.a.), der Bestand steht für Forschungen und Recherchen zur Verfügung und ist in Teilen ausleihbar. Seit 1990 wird auch das Lesbenarchiv mit städtischen Mitteln gefördert.